# Martina Franca
Martina Franca es una localidad y comune italiana de la provincia de Tarento, región de Apulia, con 49.663 habitantes. Es la segunda ciudad más poblada de la provincia después de Tarento. Desde 1975, acoge un festival de verano de ópera, el Festival del Valle de Itria.
La ciudad vieja, de interés artístico, está rodeada por una muralla de puertas barrocas que dan paso a estrechas callejuelas. Destaca la plaza de Roma; en ella se sitúan el palacio Ducal del siglo XVII y el cine-teatro Verdi.
El nombre de Martina deriva de la devoción de los fundadores de la ciudad hacia Martin de Tours en torno al año 1000. El adjetivo Franca hace referencia al estatus económico de la ciudad, que le fue concedido en 1310 por Felipe I de Tarento. La ciudad se llamó entonces Franca Martina. El apelativo de Franca se perdió con la abolición de estos derechos en 1871, con la unificación de Italia, y la ciudad fue rebautizada como Martina Franca.

## Historia
La ciudad es relativamente joven, pues el primer asentamiento es del siglo X, formado por un grupo de pastores que huían de la devastación causada por los sarracenos. Fue declarada municipio en el siglo XIII por Felipe I de Tarento. En esa época consistía en un castillo en una zona llamada Montedoro, y un par de kilómetros a su alrededor con diversos asentamientos. En los siglos XIV y XV se instaló en la zona una comunidad hebráica de judíos convertidos al cristianismo, probablemente huidos de Francia. En 1495, eran un tercio de la población de Marina Franca, entre cien y doscientas familias. Ese mismo año, el rey Federico de Aragón prohibió castigar a quienes les atacaran y les exhortó a abandonar la ciudad.
Antes de la aplicación de las nuevas leyes antisemitas de 1938, el barrio judío era conocido como Giudecca. Había una sinagoga y un cementerio en la zona de Montedoro, ocultas por iglesias posteriores.

## Economía
La agricultura se concentra en las tierras fértiles y en los valles pequeños. La viticultura se basa en la uva blanca. Es también la primera productora de aceite de oliva de la zona. La ganadería se basa en la cría de ovejas y cabras, a la que se añaden los caballos pura sangre murgese y los famosos burros de Martina Franca.
La industria más desarrollada es la textil, que hizo famosa a la ciudad en la industria cinematográfica de los años 80. El sector servicios se caracteriza por los bancos, las aseguradoras y sobre todo el turismo, especialmente, el eno-gastronómico. Los turistas visitan molinos de aceite, bodegas de vino y prueban la especialidad culinaria, el "Capocollo di Martina Franca", una especie de jamón ahumado de alta calidad.

## Cultura y monumentos

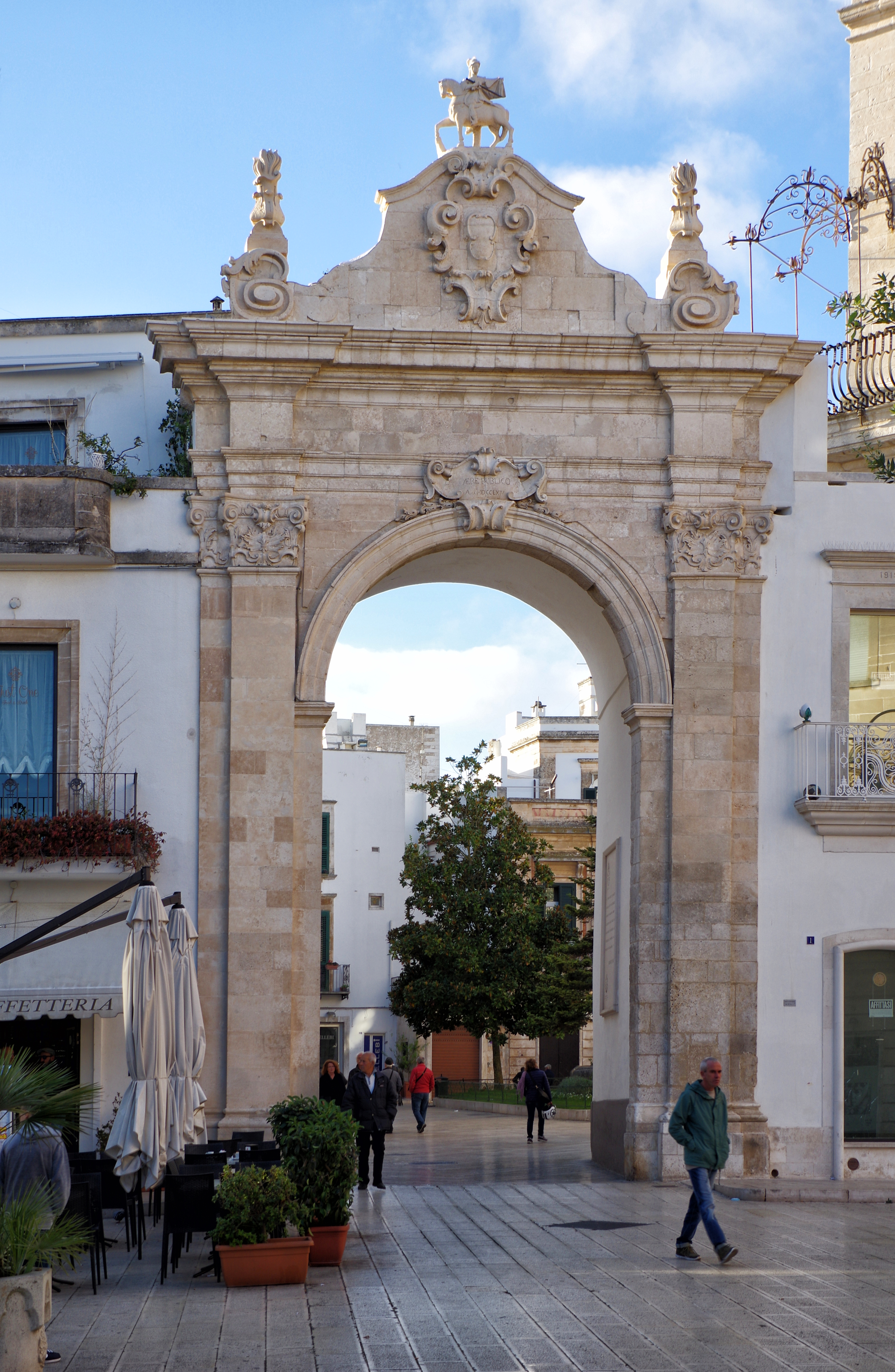
Puerta de San Stefano en la plaza XX de Septiembre

En Martina Franca hay al menos dieciséis iglesias y más de veinte palacios de interés artístico. Entre las iglesias destaca la basílica de San Martino, construida en la segunda mitad del siglo XVIII. Se caracteriza por la fachada barroca, con la imagen del santo en el centro. En el interior sobresale el altar de mármol policromado de 1773, la gran capilla del Santísimo Sacramento y varias pinturas de Domenico Antonio Carella. Alberga las reliquias de Santa Comasia.
Entre los palacios, destaca el Palacio Ducal, construido en la segunda mitad del siglo XVII por el duque Petracone Caracciolo, con elementos barrocos y renacentistas. Actualmente es el ayuntamiento de la ciudad.
En Martina Franca hay ocho fraternidades religiosas y dos laicas. La festividad de San Martino se celebra el 11 de noviembre y el primer domingo de julio.

## Denominación de origen Martina Franca
La comuna de Martina Franca produce un vino blanco espumoso (Spumante) con Denominación de Origen Controlada (DOC). Es un vino que no envejece bien y que pierde su color ambarino oscuro al cabo de tres o cuatro años en la botella. Las uvas destinadas a este vino no producen más de 13 toneladas por año. El vino se obtiene de una mezcla de las variedades de uva verdeca (50-65%) y bianco d’alessano (45-40%), con la adición de un 5% de bombino bianco, fiano y malvasía toscana. La mezcla debe tener un 11% como mínimo de alcohol.

## Referencias

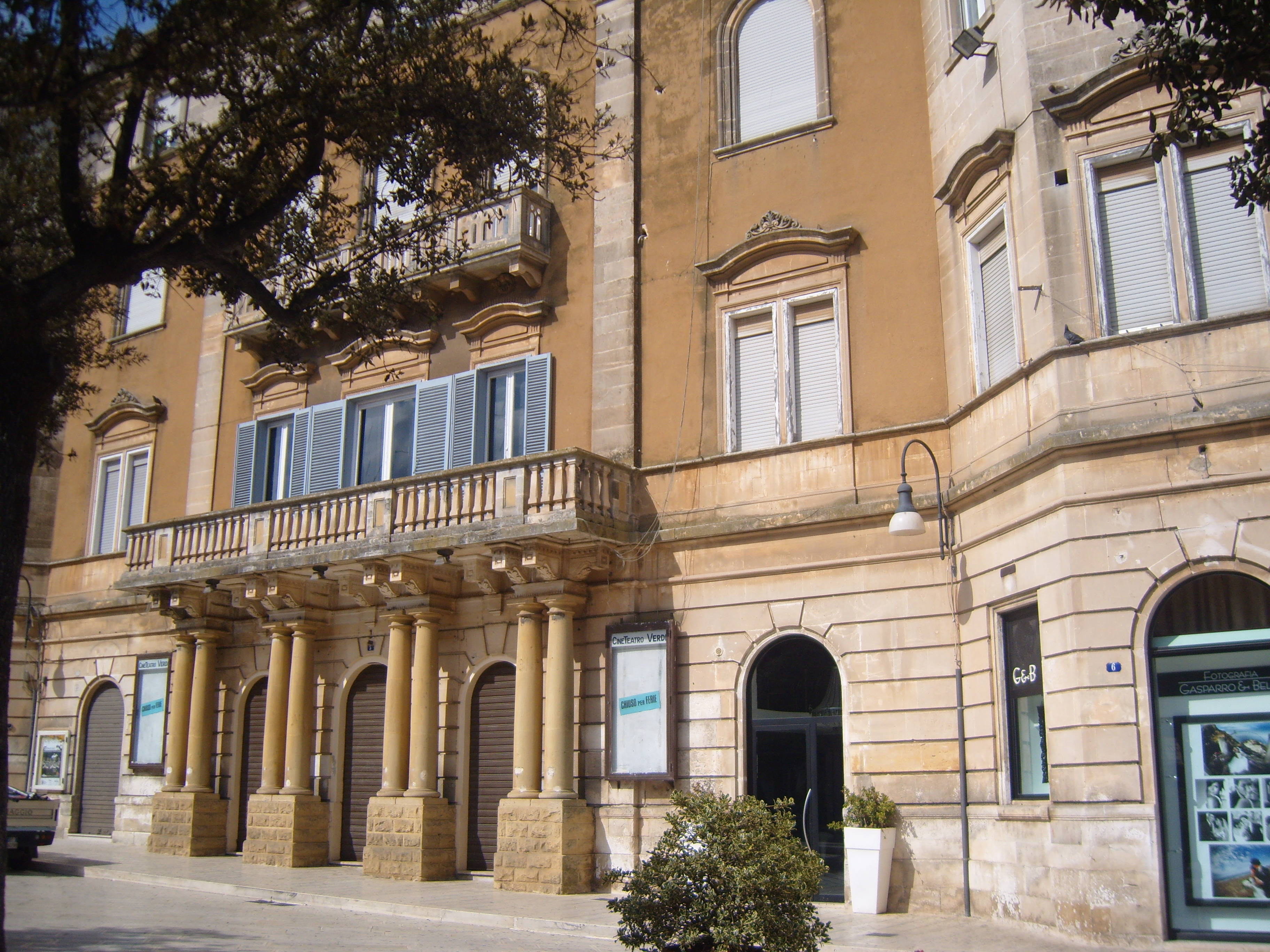
Cine-teatro Verdi, de Martina Franca

## Evolución demográfica
| Gráfica de evolución demográfica de Martina Franca entre 1861 y 2001 |
|                                                                      |
| Fuente ISTAT - elaboración gráfica de Wikipedia                      |